# Евадна (дъщеря на Ифит)
Вижте пояснителната страница за други значения на Евадна.
Евадна или Ианеира (на старогръцки: Εὐάδνη, Euadne) в гръцката митология е дъщеря на Ифит, цар на Аргос през 13 век пр.н.е. Тя е сетра на Етеокъл и на Астинома (или Лаодика). Правнучка е на Анаксагор и така е член на династията на Анаксагоридите.
Евадна се омъжва за чичо си Капаней и има с него син Стенел, който става цар на Аргос след чичо си Ифит. Когато нейният съпруг при обсадата на Тива е убит от мълния на Зевс, тя се хвърля в горящ огън и умира. Нейната постъпка се смятала през древността за пример на вярност към съпруга.